# Шура-Бура Михайло Романович
Михайло Романович Шура-Бура (21 жовтня 1918, Парафіївка, Чернігівська область — 14 грудня 2008) — видатний радянський вчений, кібернетик. Лауреат Державної премії СРСР (1955, 1978), засновник однієї з наукових шкіл програмування в СРСР, завідувач сектору Інституту прикладної математики ім. М. В. Келдиша РАН, професор МДУ.

## Життєпис
1935 року вступив на механіко-математичний факультет МДУ, який закінчив в 1940 р. Навчався в аспірантурі НДІ математики Московського університету (1944—1947). Кандидат фізико-математичних наук (1947), тема дисертації: «Проєкційні спектри бікомпактних просторів» (науковий керівник — П. С. Александров). Доктор фізико-математичних наук (1954).
У 1953 р. почав працювати у Відділенні прикладної математики Математичного інституту ім. В. А. Стєклова (нині ІПМ РАН ім. М. В. Келдиша), де очолив відділ автоматизації програмування. Першим результатом роботи відділу програмування ІПМ, яким керував М. Р. Шура-Бура, було створення на ЕОМ «Стріла» програм для розрахунку енергії ядерних вибухів (1953—1955). У 1955 р. за внесок у створення ядерної зброї в СРСР був удостоєний Державної премії СРСР.
Співавтор архітектури ЕОМ М-20 (разом з М. К. Сулимом, головний конструктор: С. О. Лебедєв), втіленої згодом в декількох серіях напівпровідникових вітчизняних ЕОМ, керівник створення базового програмного забезпечення і автор системи бібліотек ІС-2 для М-20. Роботи відділу М. Р. Шура-Бура за мовами та системам програмування були розпочаті ще в 1950-х рр.. з використанням операторного програмування на основі теорії схем програм А. А. Ляпунова. У 1963 р. під керівництвом М. Р. Шура-Бура був створений перший транслятор з мови АЛГОЛ 60 для ЕОМ М-20 — транслятор ТА-2 з повною версією мови АЛГОЛ 60, системи програмування для БЕСМ-6 та інших ЕОМ.
Був науковим керівником розробки програмного забезпечення ЄС ЕОМ. У 1978 р. за виконання цієї роботи був удостоєний Державної премії СРСР. У 1980-х рр. вирішив проблему своєчасного створення системного й прикладного програмного забезпечення для космічного човника «Буран». За внесок у створення «Бурана» нагороджений орденом Леніна.